# 太空隕石
太空隕石，是日本純種競賽馬匹。生涯活躍於一哩賽事，曾勝出2017年NHK一哩賽。

## 出賽前
2014年5月17日出身於北海道安平町北部牧場，成長途中於一口馬主俱樂部Sunday Racing Co Ltd.進行馬主募集。
其後交由美浦訓練中心練馬師菊澤隆德訓練。

## 競賽生涯

### 2歲
2016年6月19日出戰東京競馬場2歲新馬戰，於其中以先行戰術推進，進入直路後以凌厲的姿態衝出取首勝。
10月2日出戰條件戰藏紅花賞，雖然於直路衝出一度取得領先，但於其後被後上的東寶西風超越，最終以鼻位憾負。

### 3歲
2017年首戰爲妖精錦標，比賽途中一直於第二的位置前進，進入直路後加速衝出，但於中段被由中團衝出的第十人氣伏兵Rising Reason超越，再度以同樣的方式落敗得第二。
2月11日出戰皇后盃，比賽初段停留於中團靠前約莫第六的位置，並於通過第一彎道後開始爬升。進入直路後其隨即加速衝出取得領先，可惜後方的Admire Miyabi以更凌厲的姿態衝刺並超越太空隕石，最終其第三度以被反超的形式奪得亞軍。
其後出戰櫻花賞，本次比賽選擇後上戰術，初段一直停留於後方等待時機，然而進入直路後未能最大程度加速，最終僅獲第五。
5月7日出戰NHK一哩賽，僅次於勝出前哨戰之Karakurenai取得第二人氣。比賽開始後，其隨即積極搶佔位置並於領放馬Bom Servico後方推進。進入直路後，其迅速由外檔發力進入加速狀態超越對手取得領先，其後繼續衝刺保持速度下成功抵擋盈寶理惠的追擊，最終以1 1/2馬位優勢奪得首個一級賽冠軍，達成父女制霸之餘亦爲練馬師菊澤隆德帶來首個一級賽頭銜。
短暫放草後於7月出戰皇后錦標，面對本年度維多利亞一哩賽冠軍領銜女角及其他有力馬之下選擇快放，比賽途中更拉開後方巨大的距離。進入直路後，後方以東瀛稱霸爲首的一衆賽駒開始加速威脅太空隕石的領先地位，然而其憑藉初段快放的所建立的優勢繼續保持於先頭，最終拋離東瀛稱霸2 1/2馬位獲勝。
10月15日出戰秋華賞，賽前成爲第一人氣。比賽初段其以緊盯領放馬Kawakita Enka的方式推進，然而進入直路因軟地的影響未能保持發力，最終失速之下以第七完賽。

### 4歲
2018年以2月25日之中山紀念作爲首戰，雖然賽前僅獲第五人氣，但於直路上和擅長中山競馬場賽道的勝出光采展開了精彩的纏鬥，最終僅以頸位敗於對手獲得亞軍。
5月13日出戰維多利亞一哩賽，由於主戰騎師橫山典弘決定策騎另一匹由其主戰的賽駒豹俠女，因而改由戶崎圭太代打策騎。比賽開始後，其於先頭部隊中徐徐推進，雖然進入直路後一度成功加速準備進佔前方位置，但礙於在直路中段時因左前腳蹄鐵跌落以開始力弱，最終不敵子夜白光、雍容白荷及Red Avancer下取得第四。
其後出戰安田紀念，由於文雅之士、波士劍客及白日彗星等強敵參展，其僅以10.7倍的獨贏賠率獲得第五人氣。比賽開始後，其於較快的步速之下選擇在第三的位置推進，進入直路後隨即發力加速。最後200米，其憑借對手的失速及自身的衝刺取得領先，然而最後關頭再度因蹄鐵跌落而力弱，最終被由後方衝出的第九人氣伏兵魔族雅谷超越下以頸位差距落敗得第二。
10月7日出戰每日王冠，由莫雷拉策騎下獲得第一人氣。比賽開始後，其因爲順利出閘之下選擇領放，成功於直路上進入獨走狀態，最終拉開第二的絕嶺之峽1 1/4馬位再度取得分級賽冠軍。
其後出戰一哩冠軍賽，比賽初段再度採取領放戰術並一路領先至直路，然而其於直路中段突然失速沉底，最終以第十二大敗。

### 5歲
2019年年初陣營宣佈安排其遠征美國，出戰本年度新設立的飛馬世界盃草地邀請錦標。比賽開始後，其保持穩定的節奏推進，然而通過第三彎道後失去狀態，對騎師鄭朗升的加速指示毫無響應下以尾二的第九大敗。
回國後出戰爲維多利亞一哩賽，重新由橫山執繮。比賽開始後，雖然其出閘不順未能搶佔內欄位置，但騎師橫山仍然指揮其抽出外檔加速進佔第一進行領放，並以56.1秒的超快步速通過頭1000米。進入直路後，雖然其於前半勉強保持領先優秀，但於後半表現出明顯的力弱，最終被外檔的四匹賽駒樸素無華、大場面、火星花及旺紫丁超越下取得第五。
6月2日出戰安田紀念，本次比賽有上年度日本馬王兼本年度杜拜草地大賽冠軍杏目及贏得金鯱賞和讀賣盃的野田優驥參戰，因而被視爲太空隕石和此兩匹賽駒的三強對決。比賽開始後，第16檔的火之呼喚於開閘後隨即內閃導致外檔的馬匹陷入混亂，而處於第2檔的太空隕石未受到波及下更利用自身的內檔優勢搶佔位置貼欄領放，並於前100米做出57.0秒的超高步速。進入直路後，其速度不減下繼續衝刺並一直領先至最後，可惜於終點線前被第四人氣的冠軍車手超越，最終以頸位落敗得第二。
入秋後其以秋季天皇賞作爲目標出戰前哨戰每日王冠，比賽初段繼續選擇快放並以58.5秒通過前1000米。進入直路後，其開始力弱且速度開始漸減，雖然成功壓贏處於第二的冠軍車手，但被後上的野田賢君超越，最終以第二完賽。
10月27日出戰秋季天皇賞，由於本次強敵衆多其僅獲第六人氣。比賽開始後，其再度以快放戰術展開賽事，並以前1000米59.0秒的較快步速帶領馬群前進。進入直路後，其由中檔位置開始加速，最終跑出不俗的速度下僅被杏目及野田優驥超越，以第三完賽。
其後陣營決定以有馬紀念作爲其退役戰，由於主戰騎師戶崎稍早前落馬受傷，因而改爲於每日王冠時經已合作過的津村明秀代打策騎。比賽開始後，其再度以快步速領放，然而受到有馬紀念2500米路程的限制，其於直路上瞬間體力不支且失速，最終以第十四大敗。
完成有馬紀念後按照計劃退役，並於12月27日取消於日本中央競馬會的註冊。

### 詳細賽績
| 日期       | 舉辦國家 | 馬場 | 距離   | 級別 | 賽事名稱               | 負重 | 騎師     | 馬號 | 出馬 | 名次 | 時間     | 頭馬（二馬）      |
| ---------- | -------- | ---- | ------ | ---- | ---------------------- | ---- | -------- | ---- | ---- | ---- | -------- | ----------------- |
| 19/6/2016  | 日本     | 東京 | 草1400 |      | 2歲新馬                | 54   | 横山典弘 | 2    | 14   | 1    | 1:22.8   | （第一航站）      |
| 2/10/2016  | 日本     | 中山 | 草1600 |      | 藏紅花賞               | 54   | 横山典弘 | 11   | 12   | 2    | 1:34.9   | 東寶西風          |
| 9/1/2017   | 日本     | 中山 | 草1600 | GIII | 妖精錦標               | 54   | 横山典弘 | 3    | 16   | 2    | 1:34.8   | Rising Reason     |
| 22/1/2017  | 日本     | 東京 | 草1600 | GIII | 皇后盃                 | 54   | 横山典弘 | 11   | 16   | 2    | 1:33.3   | Admire Miyabi     |
| 9/4/2017   | 日本     | 阪神 | 草1600 | GI   | 櫻花賞                 | 55   | 横山典弘 | 12   | 17   | 5    | 1:34.7   | 實搏女王          |
| 7/5/2017   | 日本     | 東京 | 草1600 | GI   | NHK一哩賽              | 55   | 横山典弘 | 16   | 18   | 1    | 1:32.3   | （盈寶理惠）      |
| 30/7/2017  | 日本     | 札幌 | 草1800 | GIII | 皇后錦標               | 52   | 横山典弘 | 2    | 13   | 1    | 1:45.7   | （東瀛稱霸）      |
| 15/10/2017 | 日本     | 京都 | 草2000 | GI   | 秋華賞                 | 55   | 横山典弘 | 1    | 18   | 7    | 2:01.4   | 迪雅卓            |
| 25/2/2018  | 日本     | 中山 | 草1800 | GII  | 中山紀念               | 55   | 横山典弘 | 10   | 10   | 2    | 1:47.6   | 勝出光采          |
| 13/5/2018  | 日本     | 東京 | 草1600 | GI   | 維多利亞一哩賽         | 55   | 戶崎圭太 | 10   | 18   | 4    | 1:32.4   | 子夜白光          |
| 3/6/2018   | 日本     | 東京 | 草1600 | GI   | 安田紀念               | 56   | 戶崎圭太 | 4    | 16   | 2    | 1:31.3   | 魔族雅谷          |
| 7/10/2018  | 日本     | 東京 | 草1800 | GII  | 每日王冠               | 55   | 莫雷拉   | 9    | 13   | 1    | 1:44.5   | （絕嶺之峽）      |
| 18/11/2018 | 日本     | 京都 | 草1600 | GI   | 一哩冠軍賽             | 55   | 莫雅     | 15   | 18   | 12   | 1:33.8   | 絕嶺之峽          |
| 26/1/2019  | 美國     | 灣流 | 草1900 | GI   | 飛馬世界盃草地邀請錦標 | 50.5 | 鄭朗升   | 4    | 10   | 9    | 紀錄缺失 | Bricks and Mortar |
| 12/5/2019  | 日本     | 東京 | 草1600 | GI   | 維多利亞一哩賽         | 55   | 横山典弘 | 11   | 18   | 5    | 1:30.9   | 樸素無華          |
| 2/6/2019   | 日本     | 東京 | 草1600 | GI   | 安田紀念               | 56   | 戶崎圭太 | 2    | 16   | 2    | 1:30.9   | 冠軍車手          |
| 10/6/2019  | 日本     | 東京 | 草1800 | GII  | 毎日王冠               | 55   | 津村明秀 | 3    | 12   | 2    | 1:44.6   | 野田賢君          |
| 27/10/2019 | 日本     | 東京 | 草2000 | GI   | 秋季天皇賞             | 56   | 戶崎圭太 | 5    | 16   | 3    | 1:56.7   | 杏目              |
| 22/12/2019 | 日本     | 中山 | 草2500 | GI   | 有馬紀念               | 55   | 津村明秀 | 15   | 16   | 14   | 2:35.0   | 雍容白荷          |

## 退役後
退役後，太空隕石成爲了繁殖雌馬，於北海道安平町北部牧場休養，在2020年進行配種。首匹子嗣Chondrite於2021年出生，可於2023年出賽。

### 詳細繁殖資料
| 數目   | 馬名         | 出生年 | 性別 | 父系         | 練馬師         | 馬主                 | 戰績                 |
| ------ | ------------ | ------ | ---- | ------------ | -------------- | -------------------- | -------------------- |
| 第一匹 | Chondrite    | 2021   | 雄   | 大鳴大放     | 美浦・菊澤隆德 | Sunday Racing Co Ltd | 7戰0冠2亞1季（退役） |
|        | （流產）     |        |      | 神威啟示     |                |                      |                      |
| 第二匹 | Aerogram     | 2023   | 雄   | Silver State | 美浦・菊澤隆德 | Sunday Racing Co Ltd | （出賽前）           |
| 第三匹 | 太空隕石2024 | 2024   | 雌   | 高情厚意     |                |                      | （出賽前）           |

## 血統簡介
父系大洋船爲美國生產的日本賽駒，於草地泥地賽事均有表現，曾勝出NHK一哩賽及日本盃泥地大賽。祖父French Deputy爲美國賽駒，生涯戰績不俗，曾勝出二級賽。
母系Asterix爲日本賽駒，生涯僅出戰一場賽事但落敗。外祖父新宇宙爲日本賽駒，生涯戰績優秀，曾於2003年奪得皋月賞及日本打吡冠軍，退役後配種成績亦不俗。

### 血統表
| 父線：Vice Regent系（北地舞人系）          |                               |                 |                    |
| 種馬 大洋船 1998年（灰色）                 | French Deputy 1990年（栗色）  | Deputy Minister | Vice Regent        |
| 種馬 大洋船 1998年（灰色）                 | French Deputy 1990年（栗色）  | Deputy Minister | Mint Copt          |
| 種馬 大洋船 1998年（灰色）                 | French Deputy 1990年（栗色）  | Mitterand       | Hold Your Peace    |
| 種馬 大洋船 1998年（灰色）                 | French Deputy 1990年（栗色）  | Mitterand       | Laredo Lass        |
| 種馬 大洋船 1998年（灰色）                 | Blue Avenue 1990年（灰色）    | Classic Go Go   | Pago Pago          |
| 種馬 大洋船 1998年（灰色）                 | Blue Avenue 1990年（灰色）    | Classic Go Go   | Classic Perfection |
| 種馬 大洋船 1998年（灰色）                 | Blue Avenue 1990年（灰色）    | Eliza Blue      | Icecapade          |
| 種馬 大洋船 1998年（灰色）                 | Blue Avenue 1990年（灰色）    | Eliza Blue      | Corella            |
| 繁殖雌馬 Asterix 2010年（深棗色）          | 新宇宙 2000年（棗色）         | 週日寧靜        | Halo               |
| 繁殖雌馬 Asterix 2010年（深棗色）          | 新宇宙 2000年（棗色）         | 週日寧靜        | Wishing Well       |
| 繁殖雌馬 Asterix 2010年（深棗色）          | 新宇宙 2000年（棗色）         | Pointed Path    | Kris               |
| 繁殖雌馬 Asterix 2010年（深棗色）          | 新宇宙 2000年（棗色）         | Pointed Path    | Silken Way         |
| 繁殖雌馬 Asterix 2010年（深棗色）          | Isle de France 1995年（棗色） | 雷利耶夫        | 北地舞人           |
| 繁殖雌馬 Asterix 2010年（深棗色）          | Isle de France 1995年（棗色） | 雷利耶夫        | Special            |
| 繁殖雌馬 Asterix 2010年（深棗色）          | Isle de France 1995年（棗色） | Stella Madrid   | 雅力達             |
| 繁殖雌馬 Asterix 2010年（深棗色）          | Isle de France 1995年（棗色） | Stella Madrid   | My Juliet          |
| 雌系：My Bupers系（號族：6-a）             |                               |                 |                    |
| 五代內近親交配：北地舞人 5×4、Nearctic 5×5 |                               |                 |                    |

## 命名由來
名字Aerolithe（アエロリット）於法語中，帶有隕石之意思，香港則加以聯想，以「太空隕石」作為翻譯。

## 外部連結
- 太空隕石 netkeiba.com （页面存档备份，存于）
- 血統表 （页面存档备份，存于）